# Les Gras de Douarnenez
Les Gras de Douarnenez est un carnaval qui se déroule à Douarnenez dans le département du Finistère. Il est communément appelé les Gras de Douarn'  ou plus simplement les Gras par les habitués. Il dure cinq jours entre la mi-février et début mars. Il consiste en une succession de bals et de défilés carnavalesques.

## Histoire
Les premières mentions du carnaval remontent  à un arrêté municipal de 1835.  L'arrêté stipule que « Tout individu qui, pendant le carnaval se montrera dans les rues, places et promenades publiques, masqué, déguisé ou travesti, ne pourra porter ni bâton, ni épée, ni autre arme. Nul ne pourra prendre de déguisement qui serait de nature à troubler l’ordre public ». Ainsi, si l'existence du carnaval est attestée dès 1835, il apparaît que ce dernier existe depuis bien plus longtemps. 
En 1897 est mis en place un comité à l’initiative de la municipalité et de quelques notables. Ils organisent des défilés de chars, des bals et canalisent la fête populaire qui, jusque-là, était populaire sans encadrement précis. Cette fête était particulièrement célébrée par des hommes, surtout des marins, malgré les appels du clergé à rejeter « les désordres et les péchés » de ce carnaval. 
Jean-Michel Le Boulanger explique qu'à « l’origine, les Gras marquaient la rupture entre les pêches de l’hiver, aléatoires, et les métiers rémunérateurs, comme la pêche au maquereau, où partaient les marins, dès la fin des festivités ». Ainsi, en plus d'être intégrés au calendrier catholique, les Gras sont intégrés au calendrier de pêche. 
À partir des années 1890, les jours gras sont de moins en moins fêtés dans la plupart des villes de la Bretagne occidentale, mais la tradition persiste à Douarnenez où les marins-pêcheurs sont nombreux et occupent une place importante à la mairie. 
Les années 1950 marquent une période difficile à Douarnenez. Le port de pêche est en crise et le carnaval perd en vivacité. En 1959 est alors crée un nouveau comité qui instaure un défilé costumé. 
Pendant les années 1970, le public de moins en moins masculin et de moins en moins lié au monde de la pêche, fait vivre et prospérer les jours gras en sauvegardant ce qui est vécu comme une tradition originale. 
En 1984, le Den Paolig a été volé durant les festivités dans un contexte de grève des chantiers navals. 
En 2021, en raison de la situation liée au Covid-19, le carnaval est annulé. 

## Déroulement

### Intronisation du Den Paolig
Les festivités commencent le samedi avec l'intronisation du Den Paolig (« pauvre homme », en breton), le roi du carnaval et symbole emblématique de la fête. Il représente une personnalité locale souvent bien connue des Douarnenistes. Cette effigie est fabriquée en papier mâché et fait environ 3 mètres de hauteur. Quelques indices sur son identité sont semés dans la ville avant le début des fêtes. Le Den Paolig est suspendu au fronton des halles pour veiller sur la fête.

### Noce des Gras et défilé

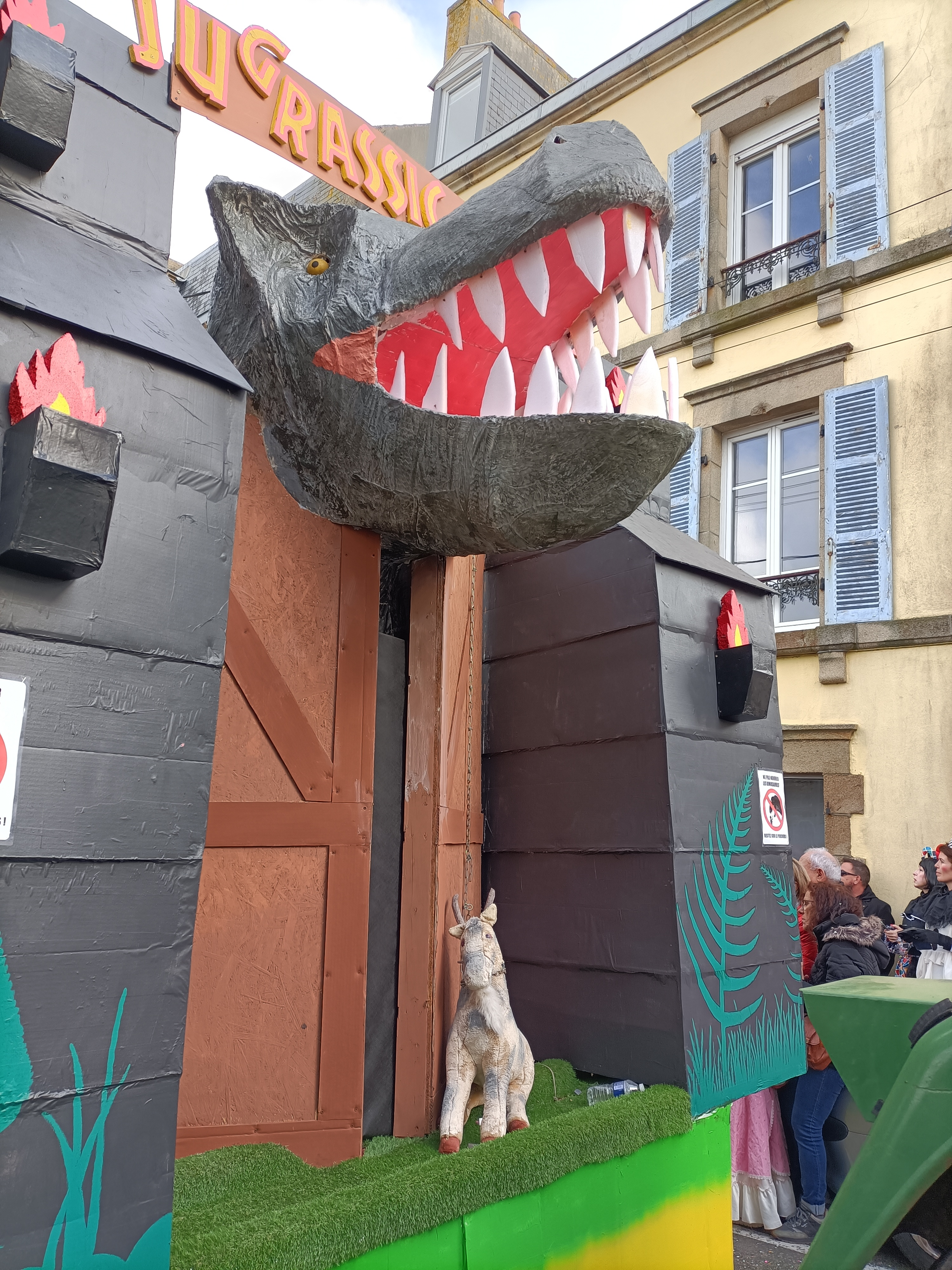
L'un des chars des Gras de 2022 sur le thème de Jurassic Park

La journée du dimanche est la journée la plus animée avec la traditionnelle noce des Gras.
L'après-midi a lieu le défilé qui réunit tous les âges autour de costumes colorés, de chars à thèmes et de musique. 

### Course des garçons de café et bals
Le lundi se déroule la traditionnelle course des garçons de café, rue du Père-Maunoir. Plusieurs équipes doivent surmonter des épreuves variées au sein des nombreux bars de la ville. 
Le mardi soir, la salle des fêtes accueille le bal costumé de « La folle nuit des Gras ». Le lendemain a lieu le « Bal des enfants ».

### Crémation du Den Paolig
Suivant la tradition, le Den Paolig est brûlé dans un feu de joie sur le quai du port du Rosmeur. Un feu d'artifice s'ensuit.  

## Chansons des Gras
Plusieurs chansons ont mis à l'honneur cette période festive:
- À Douarnenez le carnaval est chouette !
- Fin de carnaval
- En enet goz
- Gloar d'ar merchet
- A deut marjanik
- Meurlarjez

## Réception
Il est particulièrement connu à travers la Bretagne pour le premier soir où est intronisé le roi du carnaval nommé le Den'Paolig ainsi que pour le défilé de chars. Le défilé est notamment retransmis en direct sur France 3 Bretagne qui diffuse aussi des clips promotionnels à l'approche de chaque édition des Gras. 
Les Gras de 2022 ont dénombré plus de 8 500 entrées payantes quand ceux de 2020 en comptaient 4 600. 
Quelques critiques ont été émises lors de l'édition de 2022 où une pétition accuse les Gras de racisme, de sexisme et de transphobie. 
Une enquête anthropologique menée par l'Office pour le patrimoine culturel immatériel s'est déroulée de septembre 2022 à novembre 2023 et consista en l'établissement d'un inventaire de documents et d'archives et en la réalisation d'entretiens auprès des Douarnenistes,. Elle a notamment donné lieu à une exposition intitulée « Carnaval » au Musée de Bretagne en 2025. 